# 노르웨이 왕세자 호콘
노르웨이 왕태자 호콘(노르웨이어: Haakon av Norge, 1973년 7월 20일 ~ )는 노르웨이 왕위 계승자로 하랄 5세 왕과 소냐 왕비의 아들이다.
호콘은 글뤽스부르크 가문의 현직 노르웨이 왕실의 4대째를 대표한다. 그는 메테마리트 셰셈 호이뷔와 결혼하여 잉리드 알렉산드라 공주와 스베레 망누스 왕자라는 두 자녀를 두고 있다. 
호콘은 젊은 글로벌 리더 네트워크, 그 재단의 회원, 유엔 친선 대사, 그리고 자선가로 활동해 왔다. 그는 훈련된 해군 장교이자 왕세자로서 노르웨이 군대의 최고 군사 관리이다. 그는 캘리포니아 대학교 버클리에서 정치학 학사 학위를 받았으며, 런던 정경대학에서 개발 연구 석사 학위를 받았다.